# Ensamheten
Ensamheten är en liten by i Storumans kommun i Lappland. 

## Personer från Ensamheten
Heidi Andersson, och Fia Reisek, kvinnliga världsmästare i armbrytning, är kusiner och kommer båda från Ensamheten.